# アウラジ駅
アウラジ駅（アウラジえき）は、大韓民国江原特別自治道旌善郡余糧面余糧里にある、韓国鉄道公社（KORAIL）旌善線の駅および旌善レールバイクの終着駅である。

## 駅構造
- 島式ホーム1面2線の地上駅。

## 駅周辺
- 余糧面事務所
- 余糧バスターミナル
- 旌善警察署余糧派出所
- 余糧郵便局
- 余糧初等学校
- 余糧中学校
- 余糧高等学校

## 歴史
- 1971年5月21日：余糧駅 (여량역) という駅名で営業開始。
- 1989年7月1日：無配置簡易駅に降格。
- 2000年1月1日：余糧駅からアウラジ駅(아우라지역)に改名。
- 2004年9月23日：九切里駅の営業中止により、旌善線の終着駅となる。
- 2005年7月1日：九切里駅 - 当駅間でレールバイク運用開始。
- 2015年1月22日：旌善アリラン列車（A-train）運行開始[1]。

## 隣の駅
韓国鉄道公社
旌善線
羅田駅 - アウラジ駅 - (九切里駅)